# I skyskrapornas skugga
I skyskrapornas skugga (originaltitel: Dead End) är en amerikansk kriminaldramafilm från 1937 i regi av William Wyler. Filmen Oscar-nominerades i fyra kategorier. Dessa var bästa film, bästa kvinnliga biroll (Claire Trevor), bästa foto och bästa scenografi.

## Handling
Lyxiga bostäder har byggts i närheten av New Yorks slum på grund av den vackra utsikten åt East River. I området huserar den fattige arkitekten Dave (Joel McCrea) och gangstern "Baby Face" (Humphrey Bogart), och ett kriminellt ungdomsgäng lett av Tommy (Billy Halop). Tommys syster Drina (Sylvia Sidney) kämpar för att hennes bror ska lämna den kriminella banan.

## Rollista
- Sylvia Sidney – Drina Gordon
- Joel McCrea – Dave Connell
- Humphrey Bogart – "Baby Face" Martin
- Wendy Barrie – Kay Burton
- Claire Trevor – Francie
- Allen Jenkins – Hunk
- Marjorie Main – Mrs Martin
- Billy Halop – Tommy Gordon, Drinas bror
- Huntz Hall – Dippy
- Bobby Jordan – Angel
- Leo Gorcey – Spit
- Bernard Punsly – Milton "Milty"
- Gabriel Dell – T.B.
- Minor Watson – Mr Griswald
- Ward Bond – Dörrvakten
- Elisabeth Risdon – Mrs Connell